# Hōjō Tokiuji
Hōjō Tokiuji (北条时氏, , 1203 - 29 de julho de 1230) era filho de  Yasutoki  e pai de Tsunetoki e Tokiyori .
Tokiuji estava sendo preparado por seu pai para ser o futuro Shikken (regente), mas sofreu problemas de saúde enquanto servia como Rokuhara Tandai (Kitakata) em Kyoto  .
Sua esposa Matsushita Zenni era conhecida como uma sábia senhora .